# William Henry Bartlett
William Henry Bartlett (ur. 26 marca 1809 w Londynie, zm. 13 września 1854 u wybrzeży Malty) – brytyjski ilustrator i grafik (stalorytnik).

## Życiorys
Kształcił się u Johna Brittona (1771–1857), z czasem stając się jednym z najwybitniejszych ilustratorów-topografów swojego pokolenia. W latach 1835–1852 odbył cztery podróże do Stanów Zjednoczonych, podczas których powstało mnóstwo rycin. Ryciny te zostały wykorzystane w Historii Stanów Zjednoczonych Ameryki Północnej.
Bartlett zmarł na gorączkę na pokładzie francuskiego statku u wybrzeży Malty, po powrocie z ostatniej podróży na Bliski Wschód.